# Burton Cummings
Burton Lorne Cummings (31 de diciembre de 1947) es un músico y compositor canadiense, reconocido por haber sido el cantante y teclista original de la banda de rock The Guess Who. Durante sus diez años con la banda, entre 1965 y 1975, cantó y compuso algunas de las canciones más reconocidas de la agrupación como "American Woman", "No Time", "Share the Land", "Hand Me Down World", "Laughing", "Star Baby", "New Mother Nature", "These Eyes" y "Clap for the Wolfman". En su carrera como solista produjo varios éxitos, entre los que se incluyen "Stand Tall", "My Own Way to Rock", "Fine State of Affairs" y "You Saved My Soul".
El 30 de diciembre de 2009, Cummings fue nombrado oficial de la Orden de Canadá por el Gobernador General Michaëlle Jean por sus logros y dedicación en la industria de la música.

## Discografía

### Álbumes como solista
| Año  | Álbum                          | Posición en las listas | Posición en las listas | Certificaciones |
| Año  | Álbum                          | CAN                    | EE. UU.                | Certificaciones |
| ---- | ------------------------------ | ---------------------- | ---------------------- | --------------- |
| 1976 | Burton Cummings                | 5                      | 30                     | 2× Platino      |
| 1977 | My Own Way to Rock             | 4                      | 51                     | 2× Platino      |
| 1978 | Dream of a Child               | 11                     | 203                    | 3× Platino      |
| 1980 | Woman Love                     | 4                      | —                      | Platino         |
| 1980 | The Best of Burton Cummings    | —                      | —                      | 2× Platino      |
| 1981 | Sweet Sweet                    | 36                     | —                      | Oro             |
| 1984 | Heart                          | 89                     | —                      | —               |
| 1990 | Plus Signs                     | 43                     | —                      | Oro             |
| 1994 | The Burton Cummings Collection | —                      | —                      | —               |
| 1996 | Up Close and Alone             | 29                     | —                      | Platino         |
| 2008 | Above the Ground               | 16                     | —                      | —               |
| 2012 | Massey Hall                    | —                      | —                      | —               |